# Prosthiostomidae
Famille
Les Prosthiostomidae sont une famille de vers plats du sous-ordre des Cotylea (ordre des Polycladida).

## Systématique
Le nom valide complet (avec auteur) de ce taxon est Prosthiostomidae Lang, 1884.
Prosthiostomidae a pour synonyme la super-famille (invalide) des Prosthiostomoidea Bahia, Padula & Schrödl, 2017.

### Liste des genres
Selon la base de données World Register of Marine Species (25 novembre 2023), la famille des Prosthiostomidae regroupe les genres suivants :
- genre Enchiridium Bock, 1913
- genre Enterogonimus Hallez, 1913
- genre Euprosthiostomum Bock, 1925
- genre Lurymare Marcus & Marcus, 1968
- genre Prosthiostomum Quatrefages, 1845

Synonymes
- le genre Amakusaplana Kato, 1938 est Prosthiostomum Quatrefages, 1845
- le genre Mesodiscus Minot, 1877 est Prosthiostomum Quatrefages, 1845